# Flacopimpla parva
Flacopimpla parva là một loài tò vò trong họ Ichneumonidae.